# Campione de Beni del 1504
Der Campione de Beni del 1504 (besser bekannt als San-Lorenzo-Palimpsest) ist ein auf 111 Pergament-Blättern handgeschriebenes Dokument aus dem frühen 15. Jahrhundert. Diese spätmittelalterliche Handschrift ist ein Palimpsest, der einerseits Listen von Immobilienkäufen und -vermietungen enthält, die heute noch lesbar sind. Andererseits ist tiefer darunter – zwar teils sichtbar, aber mit bloßem Auge nicht entzifferbar – eine Beschriftung früherer Zeit zu sehen. Damit ist eine Sammlung von über 200 weltlichen Kompositionen erhalten geblieben, die zur Hälfte Unica darstellen und nur in diesem Schriftstück zu finden sind. Er gibt so einen Einblick in das florentinische Musikleben des Trecento. Der Palimpsest wird heute im Archiv des Capitolo di San Lorenzo unter der Archiv-Nummer Ms. 2211 in Florenz aufbewahrt.

## Entdeckung und Erforschung der Musiknotation des Palimpsests
Das Manuskript wurde Anfang der 1980er Jahre in den Archiven der Biblioteca Medicea Laurenziana aufgefunden. Schnell wurde klar, dass vor dem Gebrauch der Pergamentbögen als Immobilieninventar die Blätter mit Notenschrift bedeckt waren. Die Noten wurden jedoch etwa 100 Jahre, nachdem sie notiert worden waren, wegradiert und die Blätter in der heute vorliegenden Form 1504 neu als Buch zusammengestellt. Die Blätter waren zuvor nicht oder nicht in dieser Folge als Buch gebunden, als sie für ihre Zweitverwendung erneut eingesetzt wurden, denn die Reihenfolge ist nicht identisch zu der Verwendung der Immobilieninventur. Um die Noten wieder sichtbar zu machen, nahm eine Gruppe von Manuskriptforschern des Sonderforschungsbereichs 950 der Universität Hamburg mit Spezialkameras und der Belichtung in verschiedenen Lichtspektren die Seiten auf. Diese Falschfarbenaufnahmen haben zu Ergebnissen geführt, die zuvor nicht für möglich gehalten worden waren. Jedoch konnte an vielen Stellen durch die nachträglichen schwarzen Beschriftungen die ursprüngliche Fassung nicht mehr dargestellt werden. Dadurch wurde eine manuelle, kritische Edition durch Musikwissenschaftler erforderlich.
Der Sonderforschungsbereich 950 „Manuskriptkulturen in Asien, Afrika und Europa“ ist  eine interdisziplinäre Forschergruppe von knapp 60 Personen an der Universität Hamburg, die in ihrer Zusammensetzung und Kompetenz als weltweit einzigartig gilt. Hier arbeiten Experten der Fachbereiche der asiatischen, afrikanischen und europäischen Philologie, der Kunstgeschichte, der Historischen Musikwissenschaft, der Geschichte, der Volkskunde sowie der Materialwissenschaft und Informatik zusammen, um die verschiedenen Manuskriptkulturen aus historischer und vergleichender Perspektive zu erforschen. Bei Bedarf können Fachleute der Holzbiologie, der Mineralogie, der Lebensmittelchemie sowie der Radiologie hinzugezogen werden. Eine weitere disziplinäre Ausweitung in Richtung Naturwissenschaften und Medizin ist möglich. Zu dieser Forschungsstelle gehört ein archäometrisches Labor. Besonders wichtig für den San-Lorenzo-Palimpsest war ein spezielles Kamera- und Lichtsystem, um zuvor unsichtbare Schrift wieder lesbar zu machen oder, in anderen Fällen, um mit einem Röntgenfluoreszenzspektrometer Tinten und Pigmente nachzuweisen und zu analysieren. Die Arbeiten wurden 2013 vor Ort in der Bibliothek durchgeführt.

## Inhalt
Die Notenniederschrift aus der Epoche der Ars nova stammt aus einer Hand und führt zwei- bis drei-stimmige, polyphone Balladen, Madrigale und Caccias aus einem halben Jahrhundert in italienischer und französischer Sprache zusammen. Es handelt sich um eine Sammlung von Musikstücken bekannter Komponisten wie Jacopo da Bologna, Francesco Landini, Paolo da Firenze (ca. 1355–1436) und Antonio Zacara da Teramo (1350/1360–1416). Neben einigen anonymen Kompositionen enthält die Notensammlung darüber hinaus auch Werke des Musiktheoretikers Ugolino da Orvieto (ca. 1380–1457) sowie der beiden geachteten Florentiner Musiker Giovanni (ca. 1360–1426) und dessen Sohn Piero Mazzuoli, von denen sonst nirgends Noten erhalten geblieben sind.
In dem Prachtexemplar Squarcialupi-Codex mit Werken jener Zeit, die den besonderen Stolz der Stadt auf ihre Künstler dokumentiert, blieben die beiden für die Mazzuolis reservierten Seiten außer ihrem Namen, den Notenlinien und mit Gold akzentuierte Zierrahmen leer. Um so wertvoller, dass hier ihre Stücke erhalten geblieben sind. Die hochwertige Gestaltung dieser Manuskriptproduktion zeugt von der Blütezeit des damaligen florentinisch-kulturellen Geistes. Das Gesamtwerk ist mit einem Epitheton überschrieben, der die Wertschätzung zu den Kompositionen ausdrückt, die aus einem Zeitraum von etwa 100 Jahren zusammengetragen wurden:

“ben che sia antico è molto buono”

„obwohl es alt ist, ist es sehr gut“

: S. 18
Der Verfasser des San-Lorenzo-Palimpsests könnte Piero Mazzuoli gewesen sein, „der sich sowohl für die spezifisch florentinische Musiktradition als auch für fremdes Repertoire interessiert“: S. 22 haben dürfte.
Diese Sammlung zeigt nach Reinhard Strohm eine große Übereinstimmung der Musikkultur in den Zentren Europas. Der San-Lorenzo-Palimpsest markiert den Schlusspunkt dieser Tradition für Florenz, weil ab den 1440er Jahren Pest, Krieg und innere Unruhen über die Provinz hereinbrachen. Das damalige Desinteresse an dieser hochstehenden Kultur wird auch durch das Löschen der Notenschrift für eine andere Verwendung aufgezeigt.